# Власов, Алексей Викторович
Алексе́й Ви́кторович Вла́сов (род. 1 июня 1965, Москва) — российский историк и политолог, эксперт по общественно-политическим процессам стран СНГ.

## Биография

### Образование
В 1987 году окончил кафедру источниковедения отечественной истории исторического факультета Московского государственного университета им. М. В. Ломоносова, в 1990 году — аспирантуру там же.
5 марта 1991 года защитил на историческом факультете диссертацию «Миграционные процессы на территории Архангельской области в 1960-80-е гг.». Кандидат исторических наук.

### Профессиональная деятельность
С 1989 года — сотрудник кафедры источниковедения отечественной истории МГУ.
С 2004 года — заместитель по научной работе заведующего кафедрой истории стран ближнего зарубежья исторического факультета МГУ, доцент (2005). С 2005 года — профессор, заместитель заведующего кафедрой стран постсоветского зарубежья РГГУ.
В 1997—2001 годах — ответственный секретарь Финансовой комиссии исторического факультета МГУ.
С 2001 по 2014 гг. был заместителем декана исторического факультета — вначале по внебюджетному финансированию и развитию, затем по связям с общественностью и пропаганде исторической науки и образования.
Один из наиболее заметных политологов по направлениям Центральная Азия и Кавказ. Являлся председателем экспертного совета Евразийской академии телевидения и радио, сопредседателем Российско-казахстанского экспертного форума, членом экспертных советов РИА-Новости (Россия) и АМИ «Тренд» (Азербайджан), экспертного совета при Ассамблее народа Казахстана, соучредителем Международного института региональных исследований (Казахстан).
С 2003 по январь 2014 гг. — генеральный директор Информационно-Аналитического Центра по изучению постсоветского пространства при МГУ им. М. В. Ломоносова. До апреля 2014 г. занимал должности генерального директора Политологического центра «Север-Юг», главного редактора информационных интернет-порталов «Информационно-аналитический центр МГУ», «Центр по изучению стран постсоветского зарубежья РГГУ», «Вестник Кавказа» и журнала «ЕвроАзия: аналитика и прогнозы».

## Публикации
Общее число — более 300, в том числе монографии:
- (в соавторстве) Социально-политические портреты государств Центральной Азии: междисциплинарный проект. М., 2006.
- (в соавторстве) Политическая наука и политические процессы в Российской Федерации и новых независимых государствах. Ч. 1. М., 2007.
- (в соавторстве) Президентские выборы в Украине 2010: хроника, итоги, перспективы. М., 2010.

### Статьи
- Некоторые аспекты изучения истории миграции в СССР (Миграция сельского населения Архангельской области) // Вестник МГУ. Серия 8. История. № 2 (1990). С. 24-31.
- (в соавторстве) Проблема соотношения стихийной и организованной миграции крестьянского населения в конце XIX-начале XX вв. // Информационный бюллетень научного семинара «Индустриализация в России». № 1 (1997). С. 73-85.
- Проблемы индустриального развития регионов и роль государства в этом процессе (на примере русского Севера) // Информационный бюллетень научного семинара «Индустриализация в России». № 2 (1997). С. 16-20.